# Camponotus planatus
Camponotus planatus é uma espécie de inseto do gênero Camponotus, pertencente à família Formicidae.